# Neptunium(IV)-phosphid
Neptunium(IV)-phosphid oder Trineptuniumtetraphosphid ist eine anorganische chemische Verbindung des Neptuniums aus der Gruppe der Phosphide.

## Gewinnung und Darstellung
Die Verbindung lässt sich aus stöchiometrischen Mengen Neptunium und rotem Phosphor bei einer Temperatur von 750 °C in einer versiegelten, von der Luft isolierten Quarzampulle herstellen.
{\displaystyle \mathrm {3\ Np+4\ P\xrightarrow {750\ ^{\circ }C} \ Np_{3}P_{4}} }

## Eigenschaften
Neptunium(IV)-phosphid besitzt eine kubische Kristallstruktur und hat ein schwarzes Aussehen. In Wasser ist die Verbindung unlöslich, mit Salzsäure reagiert sie und bildet eine dunkelgrüne Lösung:
{\displaystyle {\ce {Np3P4 + 12 HCl -> 3 NpCl4 + 4 PH3}}}